# Palacios de la Sierra
Palacios de la Sierra è un comune spagnolo di 743 abitanti situato nella comunità autonoma di Castiglia e León.